# Äio
Äio – czwarty album studyjny estońskiej folk metalowej Metsatöll wydany 3 marca 2010 roku przez Spinefarm Records. Na płycie znajduje się 14 utworów.

## Lista utworów
Na podstawie materiału źródłowego:
| Nr  | Tytuł utworu                        | Angielskie tłumaczenie                        | Długość |
| --- | ----------------------------------- | --------------------------------------------- | ------- |
| 1.  | „Ema hääl kutsub”                   | Mother’s Voice Is Calling                     | 02:11   |
| 2.  | „Kui rebeneb taevas”                | As The Sky Bursts Asunder                     | 04:29   |
| 3.  | „Tuletalgud”                        | Feast Of Fire                                 | 04:05   |
| 4.  | „Vaid vaprust”                      | Only Bravery                                  | 03:43   |
| 5.  | „Äio”                               |                                               | 03:18   |
| 6.  | „Vihatõbine”                        | Rage-tainted                                  | 05:29   |
| 7.  | „Kuni pole kodus, olen kaugel teel” | Until I Arrive At Home, I’m On A Distant Road | 02:36   |
| 8.  | „Vägi ja võim”                      | Of Power And Might                            | 05:22   |
| 9.  | „Minu kodu”                         | My Home                                       | 05:37   |
| 10. | „Nüüd tulge, mu kaimud”             | Come Now My Kindred                           | 03:25   |
| 11. | „Roju”                              | Old Buffoon                                   | 04:20   |
| 12. | „Kabelimatsid”                      | Chapel Boors                                  | 04:31   |
| 13. | „Verijää”                           | Blood-ice                                     | 06:25   |
| 14. | „Jõud”                              | Might                                         | 04:49   |
|     |                                     |                                               | 1:00:20 |